# Jaktorowo
Jaktorowo – wieś w Polsce położona w województwie wielkopolskim, w powiecie chodzieskim, w gminie Szamocin.
W latach 1975–1998 miejscowość administracyjnie należała do województwa pilskiego.
Nazwa miejscowości pochodzi od imienia Jaktor — dawnego spolszczenia Hektora.
Jaktorowo jest siedzibą rzymskokatolickiej parafii pw. św. Anny.